# Contea autonoma dong di Tongdao
La contea autonoma dong di Tongdao (通道侗族自治县S, Tōngdào Dòngzú ZìzhìxiànP) è una contea della Cina, situata nella provincia di Hunan e amministrata dalla prefettura di Huaihua.